# Lithospermum helleri
Lithospermum helleri är en strävbladig växtart som först beskrevs av John Kunkel Small, och fick sitt nu gällande namn av J.I.Cohen. Lithospermum helleri ingår i släktet stenfrön, och familjen strävbladiga växter. Inga underarter finns listade i Catalogue of Life.